# Patricio Mekis
Patricio Bryan Mekis Spikin (Santiago, 14 de noviembre de 1928-Vichuquén, 27 de enero de 1979) fue un industrial y político del Liberal y posteriormente, del Nacional. Fue diputado de la República  por la 9ª Agrupación Departamental, correspondiente a las comunas de: Rancagua, San Vicente, Caupolicán y Cachapoal y  la Provincia de O'Higgins (1969-1973).
Entre 1977 y 1979 se desempeñó como alcalde de Santiago, designado por la dictadura militar de Augusto Pinochet.

## Biografía

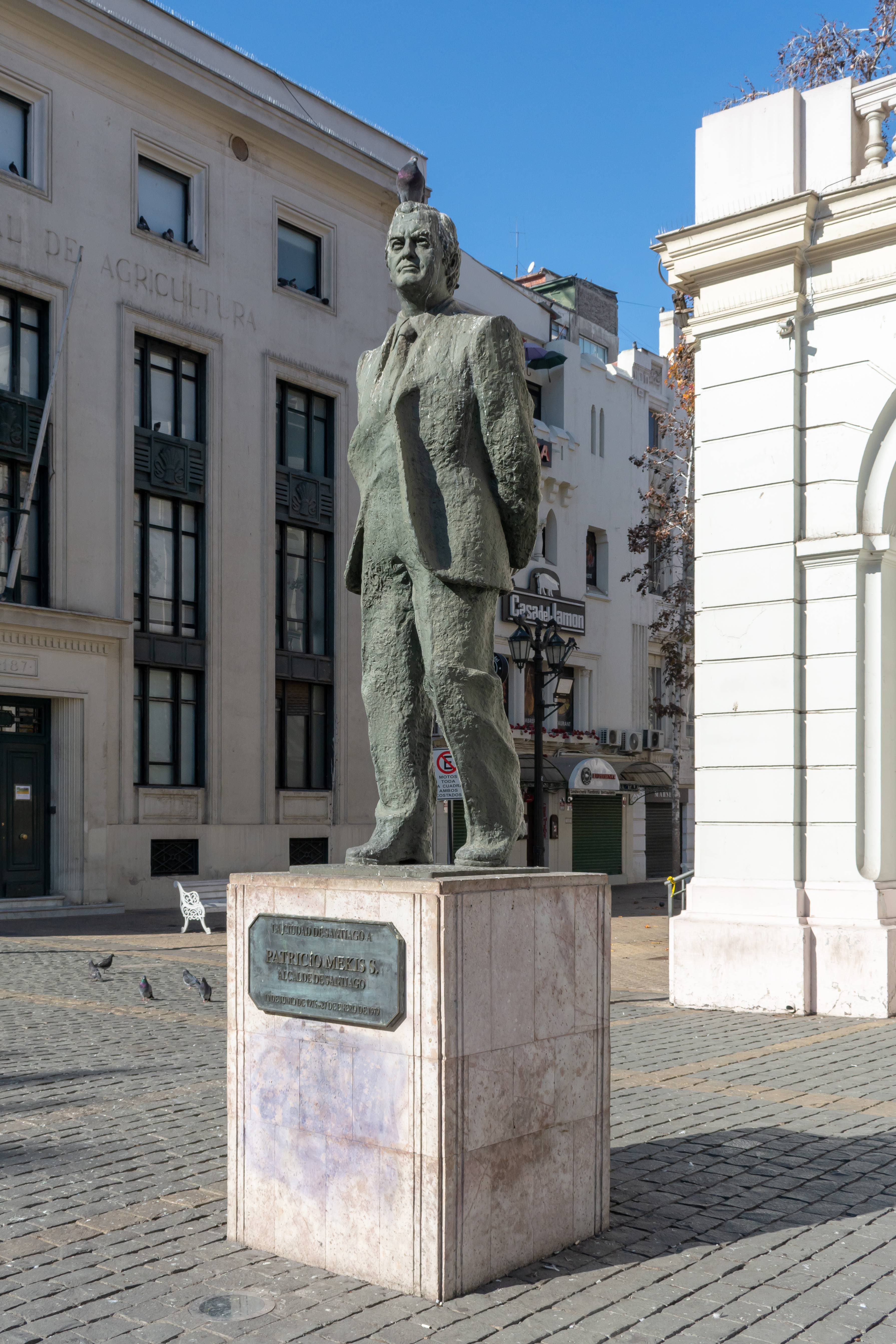
Estatua de Patricio Mekis en las afueras del Teatro Municipal de Santiago.

Fue hijo de Federico Mekis y Emilia Spikin. Realizó sus estudios primarios y secundarios en The Grange School, los que concluyó en The Ford Merchandising School, en Estados Unidos.
Casado con Josefina Martínez Moreno, tuvo diez hijos: Josefina, Federico, Verónica, Constanza, Patricio, Francisca, Rodrigo, Felipe, Andrés y Pablo.

## Vida pública
Desde 1938 fue miembro de la 1ª Compañía de Bomberos de Rancagua, desempeñándose como director durante 5 años. En 1949 fue nombrado secretario del Cuerpo de Bomberos de Rancagua hasta 1951, fecha en que alcanzó la directiva hasta 1956. Al año siguiente, se le otorgó el puesto de director honorario. Hoy en día el salón de honor de la 1ª Compañía de Bomberos de Rancagua lleva su nombre en honor a su trayectoria bomberil. 
En el ámbito laboral, se desempeñó en el área industrial y comercial. En 1947, ingresó a trabajar a la firma de su padre "Federico Mekis y Cía", donde desarrolló los cargos de socio y gerente, y en la agencia distribuidora de Ford, Insa y Esso en la provincia de O'Higgins y de Ford en Colchagua.
Entre otras actividades, en 1955 fundó el Club Deportivo O'Higgins, donde pasó a ser su presidente honorario desde 1957. Luego, en 1962 colaboró en la creación del Club de Campo de Rancagua, donde ocupó el cargo de vicepresidente hasta 1964.

## Carrera política
Perteneció al Partido Liberal desde 1960, siendo electo regidor y luego alcalde por Rancagua, donde cumplió por varios períodos: del 21 de noviembre de 1961 al 14 de mayo de 1963; del 8 de octubre de 1964 al 9 de mayo de 1967 y del 21 de mayo de 1967 al 5 de marzo de 1968, este último en representación de su nueva colectividad, el Partido Nacional, tras la fusión de su partido con el Partido Conservador Unido. En 1977 fue declarado Hijo Ilustre de Rancagua.
Fue elegido diputado por la 9ª agrupación departamental de Rancagua, Caupolicán, San Vicente y Cachapoal, para el período de 1969 a 1973, en representación del Partido Nacional. Perteneció a la Comisión de Minería y Defensa Nacional en 1969. En 1970 fue nombrado secretario general de su partido.
En 1973 fue reelecto diputado para el período de 1973 a 1977, sin embargo permaneció en su cargo hasta la disolución del Congreso Nacional de Chile con motivo del golpe de Estado de 1973. En 1976, durante la dictadura militar, fue designado por la Junta de Gobierno como alcalde de Santiago, en cuya gestión se construyó el paseo Ahumada y remodeló el barrio La Bolsa, se remodelaron las calles Estado, Tenderini y Phillips y la plazoleta frente al Teatro Municipal, el Palacio Cousiño se transformó en museo, y se restauró el museo de la Casa Colorada, entre otras obras.
Falleció el 27 de enero de 1979 al derrumbarse parte de un balcón en su casa de verano ubicada en Vichuquén, Curicó. Una estatua que lo representa fue colocada en las afueras del Teatro Municipal de Santiago.

## Historial electoral

### Elecciones parlamentarias de 1973
- Elecciones parlamentarias de 1973 para la 9ª Agrupación Departamental.[2]